# Blasco Francisco Collaço

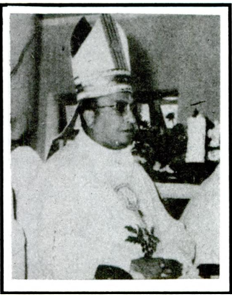
Blasco Francisco Collaço (1977)

Blasco Francisco Collaço (* 16. Mai 1931 in Raia) ist ein ehemaliger Diplomat des Heiligen Stuhls.

## Leben
Blasco Francisco Collaço empfing am 2. Mai 1954 die Priesterweihe und wurde in den Klerus des Erzbistums Goa und Daman inkardiniert. Papst Paul VI. ernannte ihn am 23. September 1977 zum Titularerzbischof von Octava und zum Apostolischen Nuntius in Panama. 
Die Bischofsweihe spendete ihm Kardinalstaatssekretär Jean-Marie Villot am 5. November desselben Jahres; Mitkonsekratoren waren die Kurienerzbischöfe Agostino  Casaroli und Duraisamy Simon Lourdusamy.
Papst Johannes Paul II. ernannte ihn am 26. Juli 1982 zum Apostolischen Nuntius in der Dominikanischen Republik. Am 28. Februar 1991 berief ihn Johannes Paul II. zum Apostolischen Pro-Nuntius in Madagaskar und Mauritius sowie zusätzlich am 14. Mai 1994 zum Apostolischen Nuntius auf den Seychellen. Am 24. Mai 2000 zum Apostolischen Nuntius in Südafrika und Namibia sowie zum Apostolischen Delegaten in Botswana und zusätzlich am 24. Juni 2000 zum Apostolischen Nuntius in Lesotho und Swaziland bestellt.
Papst Benedikt XVI. nahm im August 2006 sein aus Altersgründen vorgebrachtes Rücktrittsgesuch an.